# 35274 Kenziarino
35274 Kenziarino è un asteroide della fascia principale. Scoperto nel 1996, presenta un'orbita caratterizzata da un semiasse maggiore pari a 2,2993390 UA e da un'eccentricità di 0,1272721, inclinata di 5,29392° rispetto all'eclittica.